# Limitless (Fernsehserie)
Limitless (deutsch grenzenlos) ist eine US-amerikanische Krimiserie von CBS, die auf dem Kinofilm Ohne Limit (2011) basiert und dessen Handlung fortsetzt. Bradley Cooper, der die Rolle des Edward Morra im Film spielte, fungierte als Executive Producer und übernahm auch in der Serie die Rolle. Die Serie handelt von Brian Finch, der durch Jake McDorman verkörpert wird und die experimentelle Droge NZT-48 einnimmt, die als starker Neuroenhancer den Zugriff auf 100 Prozent seiner Gehirnkapazität ermöglicht.
Die Serienadaption wurde am 8. Mai 2015 von CBS bestellt, die Erstausstrahlung war ab dem 22. September 2015 in den Vereinigten Staaten zu sehen. Aufgrund solider Quoten von rund neun Millionen Zuschauern pro Folge während der ersten Wochen entschied sich CBS im Oktober 2015 dazu, eine volle erste Staffel von insgesamt 22 Episoden zu bestellen.
Am 26. Mai 2016 gab CBS die Einstellung der Serie nach nur einer Staffel bekannt.

## Handlung
Der erfolg- und mittellose Brian Finch erhält von einem Freund eine Pille, bei der es sich um die experimentelle Droge NZT-48 handelt, die seine Gehirnaktivität extrem steigert. Als sein Freund ermordet wird, gerät Brian unter Mordverdacht. Mithilfe der Droge hilft er dem FBI bei der Suche nach dem Mörder. Daraufhin wird er vom FBI als Berater engagiert, wobei er jeden Tag eine Pille NZT schlucken soll, um deren Auswirkungen zu testen. Die Pille wirkt für 12 Stunden. Fortan unterstützt Brian das FBI bei komplizierten Fällen und wird in das Team integriert. Agent Rebecca Harris übernimmt die Rolle einer Aufpasserin.
Da das NZT Nebenwirkungen hervorruft, die tödlich sein können, wird Brian von Senator Edward Morra erpresst, der vor Jahren abhängig wurde und eine Impfung gegen die Nebenwirkungen entwickelt hat. Brian muss regelmäßig bei Morra bzw. seinem Helfer Sands eine Dosis abholen. Gegenüber dem FBI behauptet Brian, immun gegen die Nebenwirkungen zu sein. Nach einem Attentat auf den Senator kommt der Verdacht auf, dass auch Morra NZT konsumiert, so dass Brian die Beweise fälschen muss. Auch findet er heraus, dass Sands für den Tod von Rebeccas Vater verantwortlich ist, der NZT-abhängig war.
Morra beauftragt Brian mit der Ermordung von Piper Baird, die wie Morra einen Impfstoff entwickelt hat (der kurz vor der Vollendung steht) und damit eine direkte Konkurrentin ist. Brian verliebt sich in Piper und täuscht ihren Tod vor. Piper flieht nach Russland, Brian folgt ihr. Dort entwickelt sich eine Liebesbeziehung zwischen den beiden. Sands entdeckt das Täuschungsmanöver und entführt Piper, um den Impfstoff zu Ende zu entwickeln. Sands hat eine eigene NZT-Quelle, wendet sich von Morra ab und schart weitere Gefolgsleute um sich. Morra taucht unter, als Sands für die Verhaftung von Morras engsten Vertrauten sorgt. Sands wird vom FBI gestellt und von Rebecca angeschossen. Piper taucht wieder auf und gibt Brian eine dauerhafte Impfdosis.

## Figuren
Brian Finch
Brian Finch ist Konsument der experimentellen NZT-48-Droge und arbeitet für das FBI und Senator Morra.
Rebecca Harris
Rebecca Harris ist FBI-Agentin und engagierte Ermittlerin.
Nasreen Pouran
Nasreen Pouran ist ebenfalls FBI-Agentin und untersucht die verschiedensten Fälle rund um die Droge NZT-48.
Edward Morra
Edward Morra (oder auch Eddie) ist Senator und beauftragt Finch für seine eigenen Zwecke.
Jared Sands
Jared Sands heuerte als Fixer für Morra an und überwacht Finch bei dessen Arbeit.

## Besetzung und Synchronisation
Die deutschsprachige Synchronisation der Serie erfolgte bei der Cinephon Filmproduktions GmbH, Berlin unter Dialogregie von Michael Ernst.

### Hauptdarsteller
| Schauspieler                | Rolle          | Staffel   | Synchronsprecher  |
| --------------------------- | -------------- | --------- | ----------------- |
| Jake McDorman               | Brian Finch    | 1.01–1.22 | Adam Nümm         |
| Jennifer Carpenter          | Rebecca Harris | 1.01–1.22 | Susanne Geier     |
| Mary Elizabeth Mastrantonio | Nasreen Pouran | 1.01–1.22 | Katharina Koschny |
| Hill Harper                 | Spellman Boyle | 1.01–1.22 | Simon Derksen     |

### Nebendarsteller
| Schauspieler       | Rolle                | Staffel                | Synchronsprecher |
| ------------------ | -------------------- | ---------------------- | ---------------- |
| Bradley Cooper     | Edward Morra         | 1.01, 1.06, 1.12, 1.19 | Tobias Kluckert  |
| Colin Salmon       | Jared Sands          | 1.03–1.22              | Wolfgang Wagner  |
| Megan Guinan       | Rachel Finch         | 1.01–1.21              | Lina Rabea Mohr  |
| Michael James Shaw | „Mike“/ Daryl        | 1.02–1.22              | Sven Brieger     |
| Tom Degnan         | „Ike“/ Jason         | 1.02–1.22              | Nils Nelleßen    |
| Ron Rifkin         | Dennis Finch         | 1.01–1.22              | Kaspar Eichel    |
| Michael Devine     | James „Tech“ Padgett | 1.05–1.22              | Robert Levin     |
| Desmond Harrington | Casey Rooks          | 1.05, 1.09, 1.11       | David Nathan     |
| Georgina Haig      | Piper Baird          | 1.12–1.22              | Yvonne Greitzke  |

## Hintergrund
Die Serie basiert wie der Film auf dem Roman The Dark Fields von Alan Glynn. Grundgedanke der Handlung ist der Zehn-Prozent-Mythos: durch NZT-48 wird für 12 Stunden der Zugriff auf 100 Prozent der Gehirnkapazität ermöglicht. Der Mythos selbst wird in der Serie jedoch nicht weiter verbreitet und sogar als solcher bezeichnet. Die Wirkung der Droge bezieht sich stattdessen größtenteils auf spezifischere Fähigkeiten wie Gedächtnisleistung und Selbstkontrolle. 
Öffentlich vorgestellt wurde die Serie zum ersten Mal auf der Comic-Con 2015 mit überwiegend positiven Reaktionen.

### Dreharbeiten
Gedreht wurde die Serie in Bushwick, im New Yorker Stadtbezirk Brooklyn.

## Ausstrahlung
Vereinigte Staaten
Die Erstausstrahlung der ersten Staffel lief vom 22. September 2015 bis 26. April 2016 auf dem US-amerikanischen Sender CBS. Im Mai 2016 gab CBS die Einstellung der Serie bekannt.
Deutschland
Ende Januar 2016 wurde bekannt, dass die ProSiebenSat.1 Group die Erstausstrahlungsrechte für Deutschland erworben hat. Die Premiere fand am 10. März 2016 beim Pay-TV-Sender ProSieben Fun statt. Eine Ausstrahlung im Free-TV bei ProSieben läuft seit dem 4. Januar 2017.

## Episodenliste
| Nr. | Deutscher Titel                      | Originaltitel                     | Erstausstrahlung USA | Deutschsprachige Erstausstrahlung (D) | Regie               | Drehbuch                                                                  | Quoten (USA) |
| --- | ------------------------------------ | --------------------------------- | -------------------- | ------------------------------------- | ------------------- | ------------------------------------------------------------------------- | ------------ |
| 1   | Starthilfe                           | Pilot                             | 22. Sep. 2015        | 10. März 2016                         | Marc Webb           | Craig Sweeny                                                              | 9,86 Mio.    |
| 2   | Das Erbe des Dschingis Khan          | Badge! Gun!                       | 29. Sep. 2015        | 17. März 2016                         | Marc Webb           | Craig Sweeny & Marc Webb                                                  | 9,73 Mio.    |
| 3   | Die Legende von Marcos Ramos         | The Legend of Marcos Ramos        | 6. Okt. 2015         | 24. März 2016                         | Guillermo Navarro   | Matthew Federman & Stephen Scaia                                          | 9,57 Mio.    |
| 4   | Unter Verschluss                     | Page 44                           | 13. Okt. 2015        | 31. März 2016                         | Douglas Aarniokoski | Mark Goffman                                                              | 8,03 Mio.    |
| 5   | Brian gegen Brian                    | Personality Crisis                | 20. Okt. 2015        | 7. Apr. 2016                          | Joshua Butler       | Sallie Patrick                                                            | 7,90 Mio.    |
| 6   | Risiken und Nebenwirkungen           | Side Effects May Include…         | 27. Okt. 2015        | 14. Apr. 2016                         | Douglas Aarniokoski | Jenna Richman                                                             | 7,45 Mio.    |
| 7   | Brian macht blau                     | Brian Finch’s Black Op            | 3. Nov. 2015         | 21. Apr. 2016                         | Aaron Lipstadt      | Taylor Elmore                                                             | 7,86 Mio.    |
| 8   | Unter Piraten                        | When Pirates Pirate Pirates       | 10. Nov. 2015        | 28. Apr. 2016                         | Peter Werner        | Kari Drake                                                                | 7,09 Mio.    |
| 9   | Hauptquartier                        | Headquarters!                     | 17. Nov. 2015        | 5. Mai 2016                           | Douglas Aarniokoski | Frances Brennand Roper & Craig Sweeny                                     | 7,52 Mio.    |
| 10  | Arm-aggedon                          | Arm-ageddon                       | 24. Nov. 2015        | 12. Mai 2016                          | Leslie Libman       | Dennis Saavedra Saldua                                                    | 6,53 Mio.    |
| 11  | Schusswechsel                        | This Is Your Brian on Drugs       | 15. Dez. 2015        | 19. Mai 2016                          | Steven A. Adelson   | Sallie Patrick                                                            | 6,63 Mio.    |
| 12  | Die Ermordung von Eddie Morra        | The Assassination of Eddie Morra  | 5. Jan. 2016         | 26. Mai 2016                          | Christine Moore     | Matthew Federman & Stephen Scaia                                          | 7,30 Mio.    |
| 13  | Gehirnwäsche                         | Stop Me Before I Hug Again        | 19. Jan. 2016        | 2. Juni 2016                          | Ed Ornelas          | Jenna Richman                                                             | 6,33 Mio.    |
| 14  | Verstand verloren                    | Fundamentals of Naked Portraiture | 9. Feb. 2016         | 9. Juni 2016                          | Guy Ferland         | Sallie Patrick & Craig Sweeny Idee: Dennis Saavedra Saldua & Craig Sweeny | 6,39 Mio.    |
| 15  | Undercover-Einsatz                   | Undercover!                       | 16. Feb. 2016        | 16. Juni 2016                         | Peter Werner        | Taylor Elmore                                                             | 6,01 Mio.    |
| 16  | Die geheime Geschichte des Mr. Sands | Sands, Agent of Morra             | 23. Feb. 2016        | 23. Juni 2016                         | Rich Lee            | Geoff Tock & Gregory Weidmann                                             | 5,87 Mio.    |
| 17  | Unheimliche Begegnung                | Close Encounters                  | 8. März 2016         | 30. Juni 2016                         | Maja Vrvilo         | Kari Drake                                                                | 5,40 Mio.    |
| 18  | Petersburger Nächte                  | Bezgranichnyy                     | 15. März 2016        | 7. Juli 2016                          | John Behring        | Matthew Federman & Stephen Scaia                                          | 5,63 Mio.    |
| 19  | Auf Herz und Nieren                  | A Dog’s Breakfast                 | 22. März 2016        | 14. Juli 2016                         | Lexi Alexander      | Jenna Richman                                                             | 6,64 Mio.    |
| 20  | Rebeccas Rache                       | Hi, My Name Is Rebecca Harris     | 5. Apr. 2016         | 21. Juli 2016                         | Holly Dale          | Mark Goffman                                                              | 6,07 Mio.    |
| 21  | Apokryphon                           | Finale: Part One!                 | 19. Apr. 2016        | 28. Juli 2016                         | Paul Edwards        | Sallie Patrick & Taylor Elmore                                            | 5,63 Mio.    |
| 22  | Spekulationen                        | Finale: Part Two!!                | 26. Apr. 2016        | 4. Aug. 2016                          | Douglas Aarniokoski | Craig Sweeny & Taylor Elmore                                              | 5,63 Mio.    |